# Homoneura interventa
Homoneura interventa är en tvåvingeart som först beskrevs av Walker 1862.  Homoneura interventa ingår i släktet Homoneura och familjen lövflugor. Inga underarter finns listade i Catalogue of Life.